# 웨식스 백작 제임스
웨식스 백작 제임스 알렉산더 필립 테오 마운트배튼윈저(영어: James Alexander Philip Theo Mountbatten-Windsor, Earl of Wessex, 2007년 12월 17일 ~ )는 영국의 왕족으로, 에든버러 공작 에드워드와 에든버러 공작부인 소피 사이에서 태어난 아들이다. 엘리자베스 2세와 에든버러 공작 필립의 여덟 손자 중 막내이기도 하다. 현재 영국 왕위 계승 순위 서열 16위이다.
에든버러 공작의 아들로서, 부친 에드워드의 웨식스 백작위 당시 그의 공식 호칭은 웨식스 백작영식 제임스(Prince James of Wessex)이나, 아이를 지나치게 공식적으로 키우고 싶지 않았던 부모의 요청에 의해 공자(혹은 왕자, Prince)라는 칭호 대신, 아버지 에드워드 왕자의 여러 작위 중 하나인 세번 자작을 부여받아 세번 자작 제임스라 불린다. 이후 아버지 에드워드가 에든버러 공작이 되면서 웨식스 백작 제임스가 되었다.